# 사나다 유마
사나다 유마(일본어: 真田 佑馬, 1992년 11월 21일 ~ )는 일본의 탤런트, 배우, 아이돌, 가수이며, 7ORDER의 멤버이며 기타를 맡고 있다.
도쿄도 아다치구 출신. 죠사이국제대학 미디어학부 졸업.

## 내력
2004년 2월 15일, 쟈니즈 사무소에 입소. 《요츠야 군과 오오츠카 군/천재 소년 탐정 등장》에 주인공·요츠야 스스무 역으로 출연한다. 가을부터, 쟈니즈 Jr. 내 댄스 유닛·Jr.BOYS의 멤버가 되어, 주로 백 댄서로서 활동.
2005년, 드라마 《1리터의 눈물》에 출연해, 주인공·이케우치 아야 (사와지리 에리카)의 남동생 역을 연기한다.
드라마 《3학년 B반 킨파치 선생님》에 출연 이후, 카메이 타쿠·하시모토 료스케와 함께 활동하는 것이 증가한다.
2008년 4월 무렵부터는, 노자와 유키·하시모토 료스케와 함께 활동하는 것이 증가해 TOP3가 결성된다.
2009년 2월부터, 〈Mis Snow Man〉이 결성된다.
2011년 10월, 노자와 유키와 함께 〈noon boyz〉로서 와랏테 이이토모! 16대째 이이토모 청년대로 선발되어, 방송 종료인 2014년 3월까지 활동했다.
2015년 3월, 대학을 졸업.
2016년 3월 4일, 《쟈니즈 긴자 2016》 홈페이지의 갱신에 의해, 야스이 켄타로·모리타 뮤토·하기야 케이고 등과 함께 유닛 〈Love-tune〉으로서 공연을 실시하는 것이 발표되었다.
2018년 11월 30일, 유료공식사이트 『쟈니스주니어정보국』에서 쟈니스 사무소 퇴소 발표.
2019년 1월 19일, 공식 트위터 개설. 같은 날 기간한정으로 『BOW!/타임 트래블러』를 발매하였고, Amazon Music에서 1위를 달성하였다.
2019년 2월 11일, 아베 아란과 TOKYO MX의 정보 버라이어티 방송 『히루큥』 에 출연하여 방송 활동을 재개. 3월 31일, TOKYO MX FES.2019에서 아베 아란과 함께 이벤트 『사나다 유마와 아베 아란의 츠나게루 츠나게루 츠나게루』를 개최. 본 이벤트에서 야스이 켄타로를 제외한 전 Love-tune 멤버들이 서프라이즈 게스트로서 참가하였다.
2019년 5월 22일, 쟈니스 주니어 시절 결성했던 Love-tune 멤버들과 함께 7ORDER project를 발표함으로 7명으로서의 활동을 재개.

## 인물
- 형제는, 누나가 한 명 있다.
- 특기는, 자는 것.
- 쟈니스 사무소에 들어온 계기는 SMAP을 동경해서라고 한다.

## 출연
그룹에서의 출연은 noon boyz, Love-tune을 참조. 개인 출연만 기재.

### 드라마
- 수요 프리미엄 요츠야 군과 오오츠카 군/천재 소년 탐정 등장 (2004년 7월 21일, TBS) - 요츠야 스스무 역
- 1리터의 눈물 (2005년 10월 ~ 12월, 후지 TV) - 이케우치 히로키 역
- 1리터의 눈물 특별편~추억~ (2007년 4월 5일, 후지 TV) - 이케우치 히로키 역 (회상 장면만)
- 3학년 B반 킨파치 선생님 (TBS) - 이와사키 코이치 역
  - 제8시리즈 (2007년 10월 11일 ~ 2008년 3월 20일)
  - 3학년 B반 킨파치 선생님 파이널 (2011년 3월 27일)
- 반장~진난서 아즈미~ 시즌4 ~정의의 대상~ 제4화 (2011년 5월 2일, TBS) - 이나가키 유 역
- 고스트 마마 수사선~나와 마마의 이상한 100일~ (2012년 7월 ~ 9월, 닛폰 TV) - 하세가와 준야 역
- 심리치료중-in the Room- (2013년 1월 ~ 3월, 닛폰 TV) - 아이카와 사쿠야 역

### 영화
- HOT SNOW (2011년) - 주연·야마구치 슈 역

### 버라이어티
- 더 소년구락부 (2004년 ~ , NHK-BS2·BShi)
- 백식왕 (2008년 4월 ~ 2013년 9월, 후지 TV)
- 테스트의 꽃꽂이 (2010년, NHK 교육 TV)
- 망상 리스트 (2013년 10월 ~ 2014년 9월, 후지 TV)
- 가무샤라! (2014년 10월 5일 ~ 2016년 4월 2일, TV 아사히)
- 한밤중의 프린스 (2016년 4월 10일 ~ 2018년 3월 31일, TV 아사히)

### CM
- 닛신레인지 Spa왕 (2009년) - 타키자와 히데아키, 토츠카 쇼타, 하시모토 료스케, 노자와 유키와 공동 출연

### 무대
- ENDLESS SHOCK (2005년 1월 8일 ~ 2월 28일, 제국 극장)
- 타키자와 연무성 2007 (2007년 7월 3일 ~ 29일, 신바시 연무장)
- 신춘 타키자와 혁명 (2009년 1월 1일 ~ 27일, 제국 극장)
- DREAM BOYS (2009년 9월 4일 ~ 29일, 제국 극장)
- 신춘 타키자와 혁명 (2010년 1월 1일 ~ 2월 5일, 제국 극장)
- 신춘 인생 혁명 (2010년 1월 8일 ~ 2월 6일, 제국 극장)
- 타키자와 가부키 (2010년 4월 4일 ~ 5월 8일, 닛세이 극장)
- 소년들~창살없는 감옥~ (2010년 9월 3일 ~ 26일, 닛세이 극장)
- 오션즈 11 (2014년 6월 9일 ~ 7월 6일, 도쿄 시어터 오브) - 라이너스 콜드웰 역
- TABU 타부 (2015년 6월 5일 ~ 14일, 신국립극장 소극장 / 26일 ~ 28일, 효고 현립 예술 문화 센터 한큐 중홀 / 30일, 후쿠오카 시민 회관 / 7월 4일, 도신 홀 / 6일, 덴료쿠 홀) - 주연·제바스티안 역
- 코인 로커 베이비즈 (2016년 6월 4일 ~ 19일, 아카사카 ACT 시어터)
- 음악극 《대니 보이 ~언제나 웃는 얼굴로 노래를~》 (2016년 10월 26일 ~ 29일,도쿄 국제 포럼 홀 C / 11월 5일・6일, 신바시 연무장) - 주연·이토 유키오 역
- PSYCHO-PASS Chapter1 -범죄 계수- (2019년 10월 25일 ~ 11월 10일, 시나가와 프린스 호텔 스텔라볼) - 기노자 노부치카 역
- 27 -7ORDER- (2020년 2월 9일 ~ 16일, 텐노즈 은하극장 / 2월 21일 ~ 3 ~ 3월 1일, AiiA 2.5 시어터 고베) - 주연·유마/카즈마 역(1인 2역)

### 콘서트
- Johnnys Theater "SUMMARY 2005" (2005년 7월 26일 ~ 28일·8월 30일 ~ 9월 4일, 시나가와 아쿠아 스타디움)
- 쟈니즈 Jr.의 대모험! (2006년 8월 15일 ~ 26일, 호텔 그랜드퍼시픽 메리디안)
- you들의 음악 대운동회 (2006년 9월 30일 ~ 10월 1일, 국립 요요기 경기장 제1체육관)
- 2007 근하신년 새해 복 많이 받으세요 쟈니즈 Jr. 대집합 (2007년 1월 2일 ~ 7일, 일본 무도관)
- 쟈니즈 Jr.의 대모험! '07 @메리디안 (2007년 8월 15일 ~ 24일, 호텔 그랜드퍼시픽 메리디안)
- JOHNNYS'Jr. Hey Say 07 in YOKOHAMA ARENA (2007년 9월 23일 ~ 24일, 요코하마 아레나)
- SUMMARY 2008 (2008년 8월 2일 ~ 9월 5일, 도쿄 오다이바 아오미 J지구 특설 회장 〈Johnnys Theater〉)
- 포럼 신기록!! 쟈니즈 Jr. 1일 4공연 할거야! 콘서트 (2009년 6월 7일, 도쿄 국제 포럼)
- 여름방학 쟈니즈 Jr. 전원 집합 (2009년 8월 18일, 도쿄 국제 포럼)
- 민나 크리에니 키테크리에! (2010년 5월 11일 ~ 31일, 시어터 크리에)
- 프레시 쟈니즈 Jr. IN 요코하마 아레나 (2012년 12월 16일, 요코하마 아레나)
- 가무샤라 J's Party Vol.2 (2014년 3월 26일 ~ 28일, EX 시어터 롯폰기)
- 가무샤라 J's Party!! Vol.8 (2015년 2월 19일 ~ 21일, EX 시어터 롯폰기)
- 가무샤라 J's Party!! Vol.9 (2015년 3월 30일 ~ 4월 2일, EX 시어터 롯폰기)

### 이벤트
- 팬 감사 DAY 2009 쟈니즈 선발 대운동회 (2009년 12월 13일, 도쿄 돔)
- 사나다 유마와 아베 아란의 츠나게루 츠나게루 츠나게루 (2019년 3월 31일, 도쿄 돔 시티 프리즘 홀)